# Henryk Kasperczak
Henryk Wojciech Kasperczak és un exfutbolista polonès de la dècada de 1970.
Fou 61 cops internacional amb la selecció polonesa amb la qual participà en els Jocs Olímpics d'Estiu de 1976 i a la Copa del Món de Futbol de 1974 i Copa del Món de Futbol de 1978.
Pel que fa a clubs, defensà els colors de Stal Mielec i FC Metz.
Destacà com a entrenador dirigint diverses seleccions com Tunísia, Costa d'Ivori, Mali, Senegal i el Marroc.

## Referències

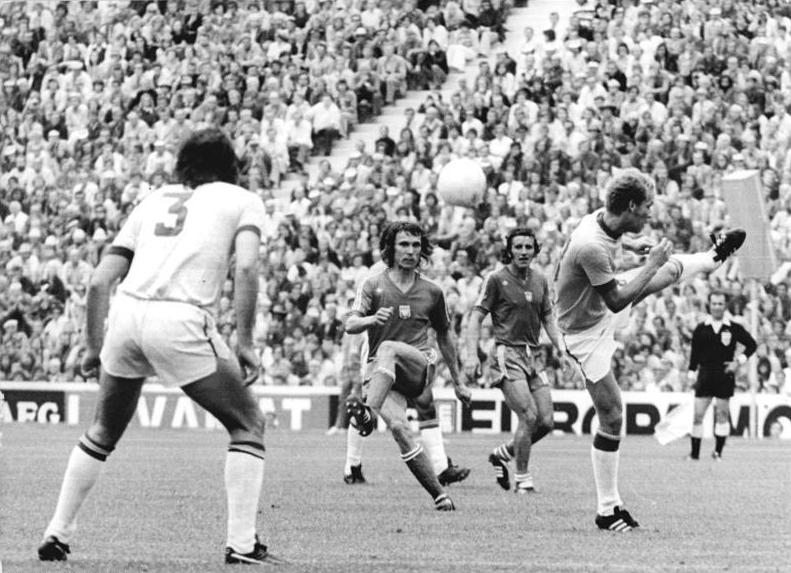
Polònia vs Brasil al Mundial 1974, amb Marinho Peres, Henryk Kasperczak, Adam Musiał i Ademir da Guia.